# Joel Barlow
Joel Barlow (ur. 24 marca 1754 w Redding, zm. 26 grudnia 1812 w Żarnowcu) – amerykański dyplomata, poeta i filozof.

## Życiorys
Był jednym z dziewięciorga dzieci bogatego farmera Samuela Barlowa i jego żony Esther. Uczył się w Dartmouth College, a w 1778 ukończył studia na Uniwersytecie Yale. W 1778 opublikował swój pierwszy utwór - poemat The Prospect of Peace, w którym przeciwstawiał się niewolnictwu. Wziął udział w wojnie o niepodległość Stanów Zjednoczonych. Przez trzy lata był kapelanem 3 brygady z Massachusetts, choć nie zaliczał się do osób głęboko religijnych. W 1783 przeniósł się do Hartford (stan Connecticut), gdzie założył tygodnik American Mercury. W Hartford działał w środowisku literackim znanym jako Hartford Wits (Kpiarze z Hartford). W 1787 opublikował najbardziej znane ze swoich dzieł - poemat alegoryczny w dziewięciu tomach The Vision of Columbus. Po dwudziestu latach opublikował jego poszerzoną wersję pod tytułem The Columbiad. Sam autor określił dzieło jako poemat filozoficzny. Nakreślił w nim wizję przyszłej wielkiej Ameryki i braterstwa ludów.
W 1788 Barlow wyjechał po raz pierwszy do Francji, gdzie działał w imieniu Scioto Land Company, z zamiarem sprzedaży ziemi i pozyskiwania imigrantów. Jego misja zakończyła się niepowodzeniem w 1790, ale dzięki niej był świadkiem wydarzeń rewolucyjnych w stolicy Francji. W 1791, za pośrednictwem Louisa Littlepage'a, skierował list do Stanisława Augusta Poniatowskiego. W korespondencji tej chwalił dzieło Konstytucji 3 maja i wspominał udział Tadeusza Kościuszki w wojnie o niepodległość Stanów Zjednoczonych. Król otrzymał także egzemplarz dzieła The Vision of Columbus.
Barlow współpracował z Thomasem Paine przy publikacji pierwszej części pamfletu The Age of Reason. W 1792 uzyskał obywatelstwo francuskie. Z Paryża przeniósł się do Londynu, gdzie został członkiem London Society for Constitutional Information. Wydawał wtedy eseje polityczne. Jeden z nich Advice to the Privileged Orders in the Several States of Europe Resulting from the Necessity and Propriety of a General Revolution in the Principle of Government został uznany przez rząd brytyjski za dzieło wywrotowe i objęto go zakazem publikacji. W 1793 ukazał się w New York Magazine utwór The Hasty-Pudding. A poem in three cantos, do dzisiaj jeden z najbardziej znanych utworów wczesnej poezji amerykańskiej.

### Kariera dyplomatyczna
W latach 1795–1797 był amerykańskim konsulem w Algierze, gdzie zajmował się kwestią uwolnienia obywateli amerykańskich, którzy trafili do niewoli, a także brał udział w negocjowaniu traktatu z Tripolitanią (1796). W 1805 powrócił do USA i zamieszkał w Waszyngtonie. W 1811 został mianowany przez prezydenta Jamesa Madisona Ministrem Pełnomocnym Stanów Zjednoczonych Ameryki przy Cesarzu Francuzów i Królu Włoskim. Brał udział w negocjacjach traktatu handlowego z Francją, a także zajmował się zabezpieczeniem mienia amerykańskiego we Francji. 11 października 1812 minister spraw zagranicznych Duc de Bassano poinformował Barlowa, że cesarz pragnie się z nim spotkać w Wilnie, aby przedyskutować szczegóły traktatu. W tym czasie trwała wojna francusko-rosyjska, ale Barlow zdecydował się na długą podróż wraz ze swoim bratankiem Tomem. Barlow dotarł do Wilna 18 listopada, gdzie czekał na cesarza do 5 grudnia, ale wobec niekorzystnej sytuacji na froncie do spotkania nie doszło. W Wilnie Barlow spotkał francuskiego dyplomatę Jeana Baptistę Petry, z którym razem udał się w stronę Warszawy, obserwując odwrót Wielkiej Armii z Rosji.

Nagrobek Joela Barlowa

### Choroba i śmierć
17 grudnia 1812 Barlow znalazł się w Warszawie, gdzie napisał ostatni list do żony. Informował w nim, że zamierza jak najszybciej dotrzeć do Francji przez Wiedeń. Z Warszawy Barlow wraz z bratankiem i Petrym udali się w kierunku Krakowa. 19 grudnia 1812 mimo przenikliwego zimnego wiatru Barlow przez cały dzień jechał lekkim powozem, co doprowadziło do ciężkiego przeziębienia i zapalenia płuc. Rankiem 21 grudnia w ciężkim stanie dotarł do miasta Żarnowiec. Wobec niemożności kontynuowania podróży zatrzymał się w domu burmistrza Jana Blaskiego. Mimo udzielenia mu pomocy lekarskiej zmarł pięć dni później. Tom Barlow chciał zabrać zwłoki swego wuja do ojczyzny, ale wobec zagrożenia ze strony oddziałów kozackich, operujących w pobliżu Żarnowca zaniechano realizacji tego pomysłu. 28 grudnia 1812 zwłoki amerykańskiego dyplomaty spoczęły na cmentarzu przykościelnym.

## Upamiętnienie
W latach 20. XIX wieku na cmentarzu przykościelnym w Żarnowcu stanął kamienny nagrobek Barlowa, ufundowany przez jego żonę, który przetrwał kilkadziesiąt lat. Na prośbę Mieczysława Haimana z Chicago oddział we Lwowie Polskiego Towarzystwa Opieki nad Grobami Bohaterów w 1929 ustalił lokalizację grobu Joela Barlowa w Żarnowcu.
W kruchcie kościoła Adam Jakub Piwowarski ufundował tablicę poświęconą amerykańskiemu dyplomacie. Tablicę odnowił amerykański dyplomata William Sommers i w maju 1996 odsłonięto ją ponownie. 28 czerwca 1998 w Żarnowcu odsłonięto obelisk poświęcony pamięci Barlowa, ufundowany przez amerykańską fundację jego imienia (dłuta Stefana Dousy). Imieniem Barlowa nazwano jeden z obszarów niemunicypalnych w stanie Ohio, a także Joel Barlow High School w Redding. Zachowały się dwa portrety Barlowa - dzieła Roberta Fultona i Johna Vanderlyna, a także popiersie autorstwa Jean-Antoine'a Houdona.